# 張鸞 (弘治進士)
張鸞（1465年—？），字應治，山東青州府安丘縣人，民籍，明朝政治人物。

## 生平
山東鄉試第八名舉人。弘治三年（1490年）中式庚戌科會試第一百七十五名，三甲第二百零三名進士。官至郎中，弘治十七年八月考察以才力不及降一级調外任。

## 家族
曾祖張彥明；祖父張增，義官；父張璉，義官。母王氏。重庆下。